# Pseudatherospio fauchaldi
Pseudatherospio fauchaldi är en ringmaskart som beskrevs av Lovell 1994. Pseudatherospio fauchaldi ingår i släktet Pseudatherospio och familjen Spionidae. Inga underarter finns listade i Catalogue of Life.